# Podcięcie (technika walki)

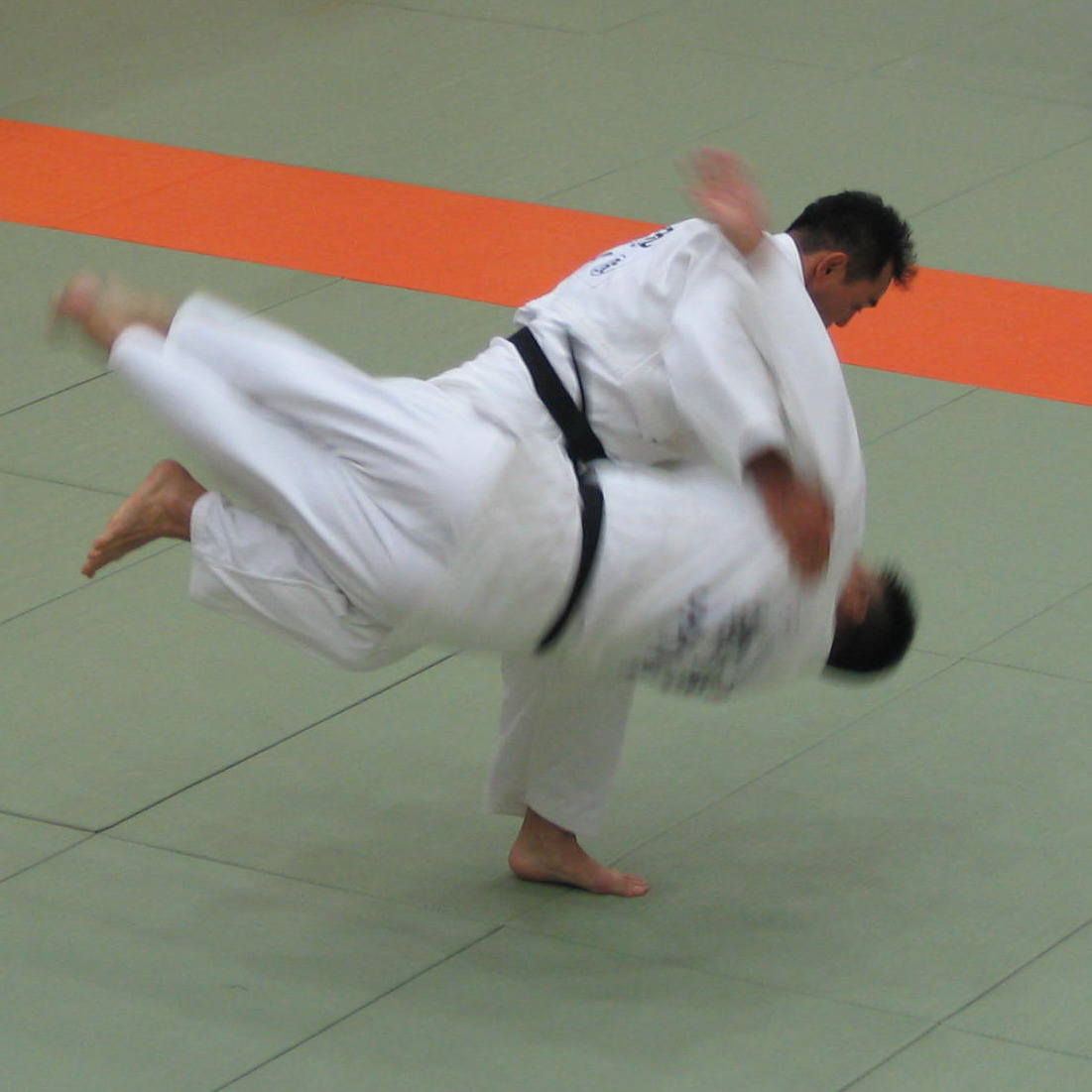
Podcięcie jako element rzutu w judo (harai-goshi)

Podcięcie – akcja stosowana w sportach i w sztukach walki mająca na celu pozbawienie równowagi lub obalenie przeciwnika. Jest to technika wykonywana stopą (lub nogą) na część ciała podpierającą przeciwnika w celu pozbawienia go równowagi. Może być wykonywana mniej lub bardziej wysoko, w zależności od podparcia podłoża. Można ją wykonywać w różnych kierunkach (z zewnątrz, od wewnątrz, w przód, w tył, itd.) w stosunku do nogi przeciwnika.

## Przykłady

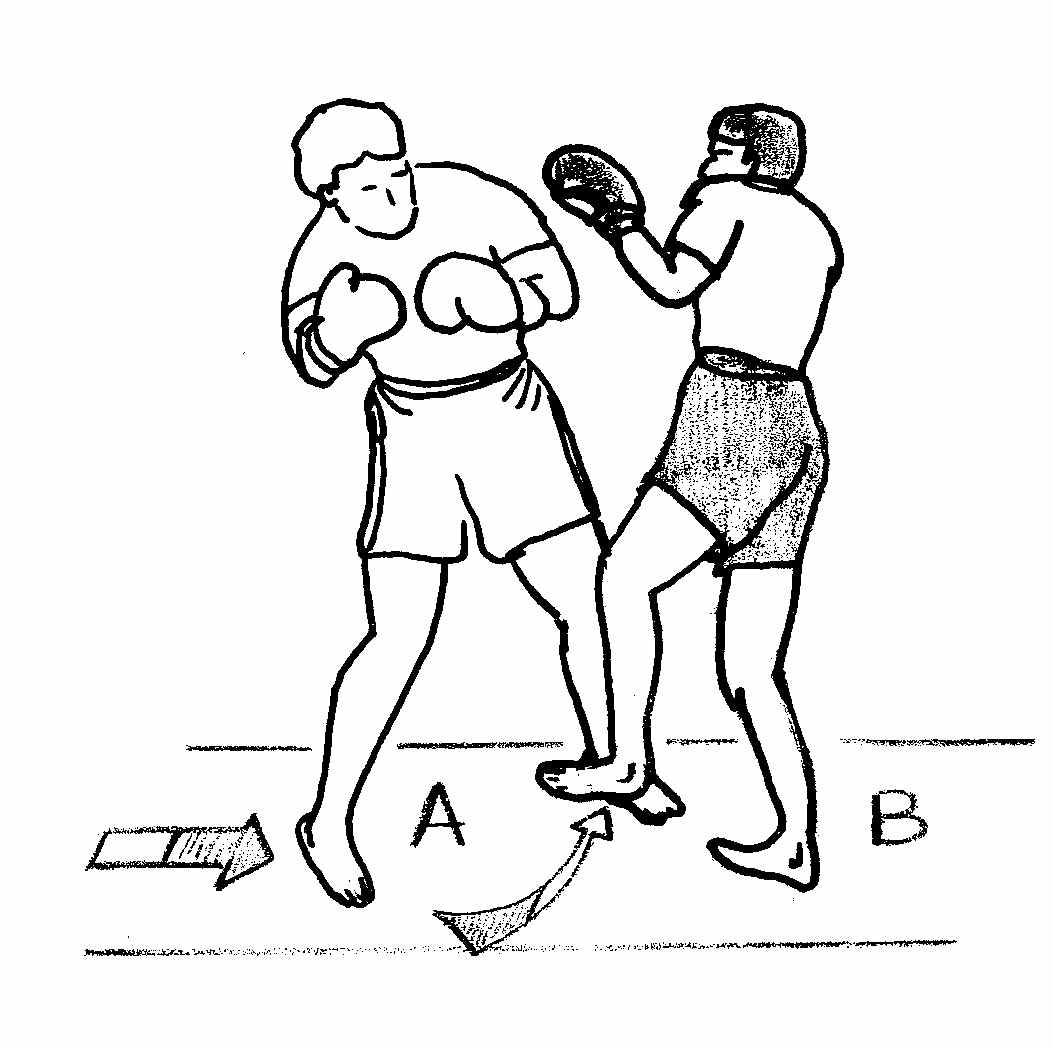
Podcięcie typu łyżkowego
Podcięcie w formie kopnięcia hakowego
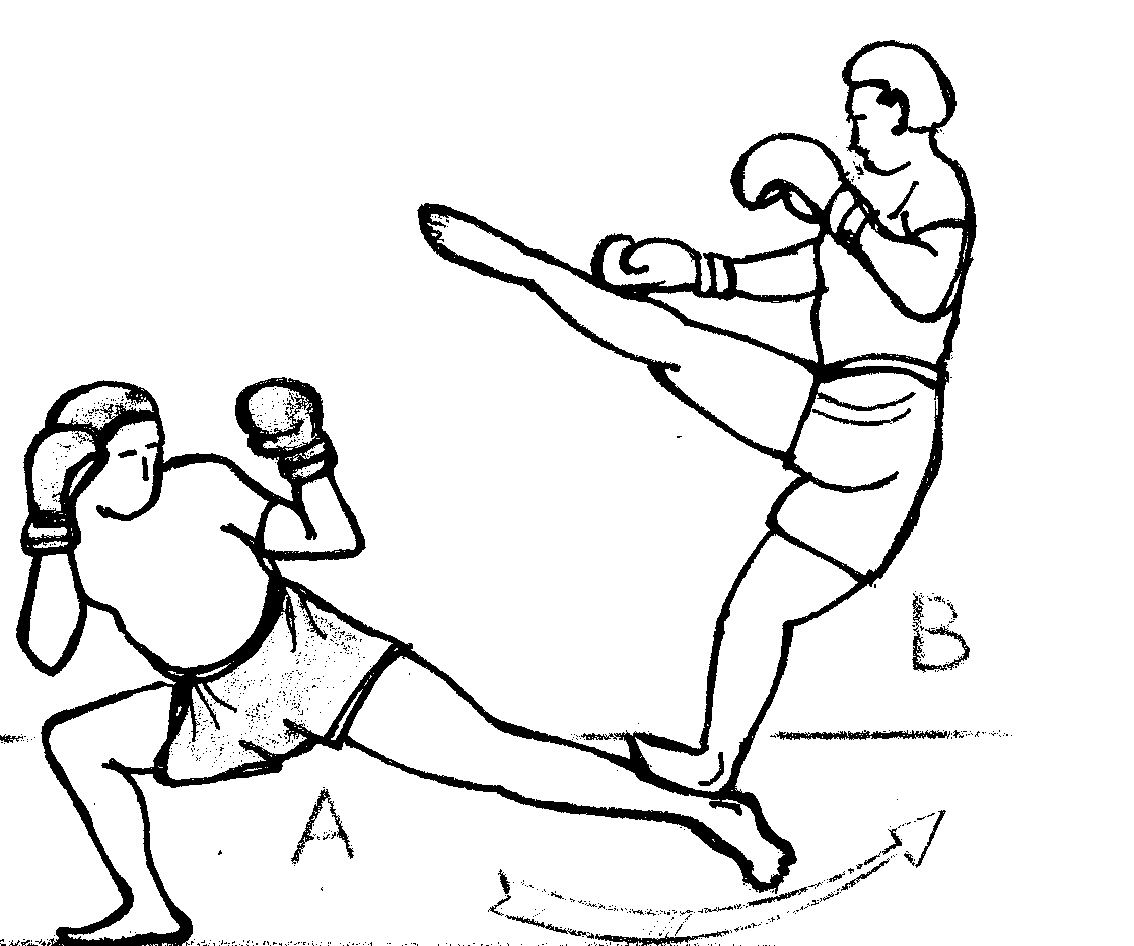
Podcięcie w formie obrotowego kopnięcia hakowego